# V.C.H. Wolf
Vilhelm Carl Heinrich Wolf (8. november 1833 i København – 2. september 1893 sammesteds) var en dansk jernbanearkitekt.
Han var søn af hushovmester hos landgrev Vilhelm af Hessen-Kassel, Heinrich Josef Wolf, tysk født, og Anna Elisabeth f. Hinrichsen fra Haderslev. Samtidig med at han var i tømrerlære hos J.H. Meyer, besøgte han Det Kongelige Danske Kunstakademis skoler, hvor han i 1851 blev optaget og i 1856 vandt den lille sølvmedalje. Han tegnede samtidig privat hos N.S. Nebelong og H.C. Stilling.
Han huskes især som jernbanearkitekt, og hans hovedværker er stationerne på Nordbanen og Klampenborgbanen (1862-64), ved hvilken han tillige var bestyrer af tegnekontoret under daværende ingeniørkaptajn Johan Hedemanns overledelse. Stilen i disse stationer er en blanding af rundbuestil og schweizerstil. Af stationerne er Frederiksberg Station blevet fredet.
I 1864 blev han den kgl. civillistes bygmester, den 1. marts 1867 blev han statsinventarieinspektør, fik titel af kammerassessor og ægtede samme år den 7. november i København Yelva Mathilde Philippa Cathrine Børresen (13. januar 1842 i København – 14. december 1914 sammesteds), datter af skræddermester Iver Børresen og Martine Christine Frederikke Ammondsen. Han blev 1876 ridder af den russiske Sankt Stanislaus' Orden og døde den 3. september 1893.
Han er begravet på Holmens Kirkegård.

## Værker
På Klampenborgbanen (1862-63):
- Klampenborgstationen ved Københavns Hovedbanegård (nedrevet 1887)
- Frederiksberg Station og Posthus (1864 og 1870, fredet 1992, flyttet 1998)
- Hellerup Station
- Charlottenlund Station (nedrevet 1897)
- Klampenborg Station (udvidet til dobbelt størrelse af Heinrich Wenck 1895-97)

På Nordbanen (1863-64):
- Gentofte Station
- Lyngby Station (nedrevet)
- Holte Station
- Birkerød Station
- Allerød Station
- Hillerød Station
- Fredensborg Station
- Kvistgård Station (stærkt ombygget)
- Helsingør gamle Banegård (nedlagt)